# العلاقات البرتغالية الكمبودية
العلاقات البرتغالية الكمبودية هي العلاقات الثنائية التي تجمع بين البرتغال وكمبوديا.

## مقارنة بين البلدين
هذه مقارنة عامة ومرجعية للدولتين:
| وجه المقارنة                                              | البرتغال                                                  | كمبوديا                   |
| --------------------------------------------------------- | --------------------------------------------------------- | ------------------------- |
| المساحة (كم2)                                             | 92.21 ألف                                                 | 181.03 ألف                |
| عدد السكان (نسمة)                                         | 10.60 مليون                                               | 16.01 مليون               |
| الكثافة السكانية (ن./كم²)                                 | 114.95                                                    | 88.44                     |
| العاصمة                                                   | لشبونة                                                    | بنوم بنه                  |
| اللغة الرسمية                                             | اللغة البرتغالية، اللغة الميراندية                        | اللغة الخميرية            |
| العملة                                                    | يورو، اسكودو برتغالي                                      | ريال كمبودي، دولار أمريكي |
| الناتج المحلي الإجمالي (بليون دولار)                      | 217.57 مليار                                              | 22.16 مليار               |
| الناتج المحلي الإجمالي (تعادل القوة الشرائية) بليون دولار | 307.82 مليار                                              | 54.37 مليار               |
| الناتج المحلي الإجمالي الاسمي للفرد دولار أمريكي          | 19.22 ألف                                                 | 1.16 ألف                  |
| الناتج المحلي الإجمالي للفرد دولار أمريكي                 | 28.76 ألف                                                 | 3.26 ألف                  |
| مؤشر التنمية البشرية                                      | 0.830                                                     | 0.555                     |
| رمز المكالمات الدولي                                      | +351                                                      | +855                      |
| رمز الإنترنت                                              | .pt                                                       | .kh                       |
| المنطقة الزمنية                                           | توقيت غرب أوروبا، توقيت غرب أوروبا الصيفي، أوروبا/لشبونة ‏ | ت ع م+07:00               |

## منظمات دولية مشتركة
يشترك البلدان في عضوية مجموعة من المنظمات الدولية، منها:
| علم المنظمة | اسم المنظمة                               | تاريخ انضمام البرتغال | تاريخ انضمام كمبوديا |
| ----------- | ----------------------------------------- | --------------------- | -------------------- |
|             | بنك التنمية الآسيوي                       | 2002                  | 1966                 |
|             | مؤسسة التنمية الدولية                     | 29 ديسمبر 1992        | 22 يوليو 1970        |
|             | يونسكو                                    | 11 مارس 1965          | 3 يوليو 1951         |
|             | وكالة ضمان الاستثمار متعدد الأطراف        | 6 يونيو 1988          | 1 ديسمبر 1999        |
|             | الأمم المتحدة                             | 14 ديسمبر 1955        | 14 ديسمبر 1955       |
|             | الفريق المعني برصد الأرض                  | ?                     | ?                    |
|             | الاتحاد البريدي العالمي                   | ?                     | ?                    |
|             | البنك الدولي للإنشاء والتعمير             | 29 مارس 1961          | 22 يوليو 1970        |
|             | الاتحاد الدولي للاتصالات                  | 1866                  | 10 أبريل 1952        |
|             | منظمة حظر الأسلحة الكيميائية              | ?                     | ?                    |
|             | مؤسسة التمويل الدولية                     | 8 يوليو 1966          | 26 مارس 1997         |
|             | المركز الدولي لتسوية المنازعات الاستشارية | 1 أغسطس 1984          | 19 يناير 2005        |
|             | منظمة التجارة العالمية                    | ?                     | ?                    |
|             | منظمة الشرطة الجنائية الدولية             | ?                     | ?                    |

## وصلات خارجية
- موقع وزارة الخارجية البرتغالية
- موقع وزارة الخارجية الكمبودية